# T. Rex (rockband)
 For alternative betydninger, se T-Rex.
T. Rex, (oprindelig Tyrannosaurus Rex) var et engelsk rockband med Marc Bolan som frontfigur. Gruppen blev dannet i London i 1960'erne, og opnåede i begyndelsen af 1970'erne stor succes som glam rock-gruppe.

## Dannelsen af bandet
Gruppen dannedes 1967 af Marc Bolan, og optrådte kun en enkelt gang som en fem-personers rockgruppe på The Roundhouse i London, førend gruppen opløstes. Bolan fortsatte imidlertid samarbejdet med percussionisten Steve "Peregrin" Took, og duoen begyndte at skabe excentrisk folkemusik med referencer til såvel J. R. R. Tolkiens univers som musikere som Gene Vincent og Eddie Cochran.
Bandet skabte med Bolans akustiske guitar og Steve Tooks bongotrommer og percussion et navn på undergrundsscenen. Discjockeyen John Peel var blandt bandets venner og bragte dem til og fra koncerter i sin Mini. Peel optrådte senere på en af gruppens plader med oplæsning af tekster skrevet af Bolan. En anden nøglefigur var producer Tony Visconti, som producerede adskillige af gruppens plader.

## Medlemmer
- Marc Bolan – lead/rytmeguitar, leadvokal (juli 1967 – september 1977; død 1977), også keyboards (januar 1969 - september 1970)
- Ben Cartland - guitar (juli 1967)
- ukendt- bas (juli 1967)
- Steve Peregrin Took – perkussion, baggrundsvokal (august 1967 – september 1969; døde 1980), også trommer (juli 1967, januar-september 1969) bas (januar – september 1969)
- Mickey Finn – perkussion, baggrundsvokal (oktober 1969 – februar 1975; død 2003), også trommer (oktober 1969 - marts 1971), og bas (oktober 1969 - december 1970)
- Steve Currie – bas (december 1970 – august 1976; død 1981)
- Bill Legend – trommer (marts 1971 – november 1973)
- Gloria Jones – keyboard, tamburin, vokal (juli 1973 – august 1976)
- Jack Green – leadguitar (juli 1973 – november 1973)
- Dino Dines – keyboard (januar 1974 – september 1977; død 2004)
- Paul Fenton - trommer (december 1973 – februar 1974) også perkussion (november 1974)
- Davey Lutton – trommer (januar 1974 – august 1976) også perkussion (februar 1975 - august 1976)
- Miller Anderson – leadguitar (august 1976 – juni 1977)
- Herbie Flowers – bas (august 1976 – september 1977)
- Tony Newman – trommer, perkussion (august 1976 – september 1977)

## Diskografi
Som Tyrannosaurus Rex
- 1968: My People Were Fair and Had Sky in Their Hair... But Now They're Content to Wear Stars on Their Brows
- 1968: Prophets, Seers & Sages: The Angels of the Ages
- 1969: Unicorn
- 1970: A Beard of Stars

Som T. Rex
- 1970: T. Rex
- 1971: Electric Warrior
- 1972: The Slider
- 1973: Tanx
- 1974: Zinc Alloy and the Hidden Riders of Tomorrow
- 1975: Bolan's Zip Gun
- 1976: Futuristic Dragon
- 1977: Dandy in the Underworld